# Vigna platyloba
Vigna platyloba är en ärtväxtart som beskrevs av William Philip Hiern. Vigna platyloba ingår i släktet vignabönor, och familjen ärtväxter. Inga underarter finns listade i Catalogue of Life.